# Gymnopilus rigidus
Gymnopilus rigidus là một loài nấm thuộc họ Cortinariaceae. Nó được nhà nghiên cứu về nấm người Mỹ Murrill đặt tên vào năm 1917.